# Lyxraggaren
Lyxraggaren (italienska: Il sorpasso) är en italiensk komedifilm från 1962 i regi av Dino Risi.

## Rollista i urval
- Vittorio Gassman - Bruno Cortona
- Luciana Angiolillo - Gianna Cortona
- Jean-Louis Trintignant - Roberto Mariani
- Catherine Spaak - Lilli Cortona
- Claudio Gora - Bibi
- Linda Sini - tant Lidia
- Nando Angelini - Amedeo
- Annette Strøyberg - Trudy von Almen